# Tornando a casa (film 2019)
Tornando a casa è un film argentino del 2019 diretto da Ricardo Preve, che ha anche scritto la sceneggiatura. Definita dallo stesso regista come una produzione di doc finzione, Tornando a casa racconta la storia di Carlo Acefalo, marinaio italiano che morì vicino alla costa del Sudan durante la Seconda Guerra Mondiale, e i cui resti furono rimpatriati nel 2018. Il film ha avuto successo nei festival di cinema internazionali, raccogliendo premi e nomine.

## Trama
Durante la Seconda Guerra Mondiale, il sommergibile italiano Macallè affondò nel Mar Rosso, vicino alle coste del Sudan. I 45 membri del equipaggio riuscirono a scendere su un'isola deserta. Il sottocapo Carlo Acefalo morì sull'isola, e fu li seppellito dai suoi compagni. Quasi 80 anni dopo, una spedizione di recupero arriva sull'isola e trova i resti di Carlo, portandoli di ritorno in Castiglione Falletto, per seppellirli al cimitero con la presenza di quasi tutti gli abitanti del paese.

## Antecedenti, produzione e distribuzione

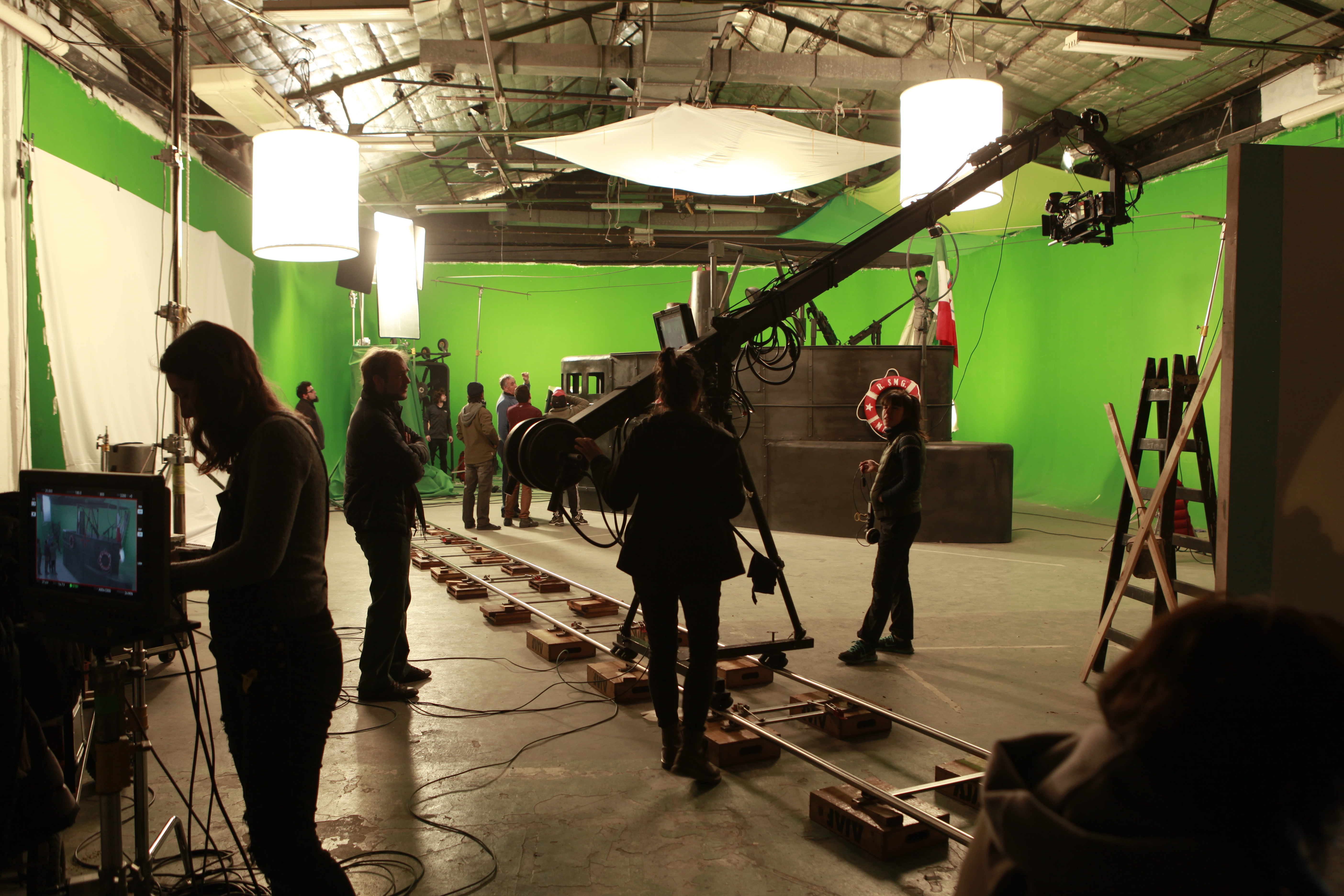
Ricostruzione del sommergibile Macallè, durante le riprese del film.

Preve, un sub con specializzazione in archeologia sub acquatica, cominciò a interessarsi al progetto mentre faceva riprese fotografiche di squali vicino alle coste del Sudan. In una delle sue spedizioni, il regista trovò alcune parti del relitto del sommergibile Macallè. Il suo lavoro susseguente si centrò sulla localizzazione del corpo del sottocapo Carlo Acefalo, morto e seppellito dai suoi compagni su un'isola deserta.
Nel 2017 furono fatte le riprese delle ricostruzioni storiche del film agli esterni nella spiaggia di Claromeco, e in interni in uno studio a Vicente Lopez, ambedue nella provincia di Buenos Aires. Dopo la conclusione delle riprese delle ricostruzioni, quello stesso anno la troupe viaggiò a Sudan e fu presente durante la esumazione e trasloco del corpo del sottocapo, registrando tutte le vicende durante il lavoro di recupero. L'identificazione della salma fu eseguita dal antropologo forense Prof. Dott. Matteo Borrini. Dopo un lavoro di circa cinque anni, nel 2018 il documentario cominciò un percorso di festival ed eventi come i Latitude Film Awards a Londra, e il Festival di Cinema Latino a Punta del Este in Uruguay, dove raccolse premi e riconoscimenti. Nel luglio 2019, Tornando a Casa esordì nelle sale cinematografiche argentine.

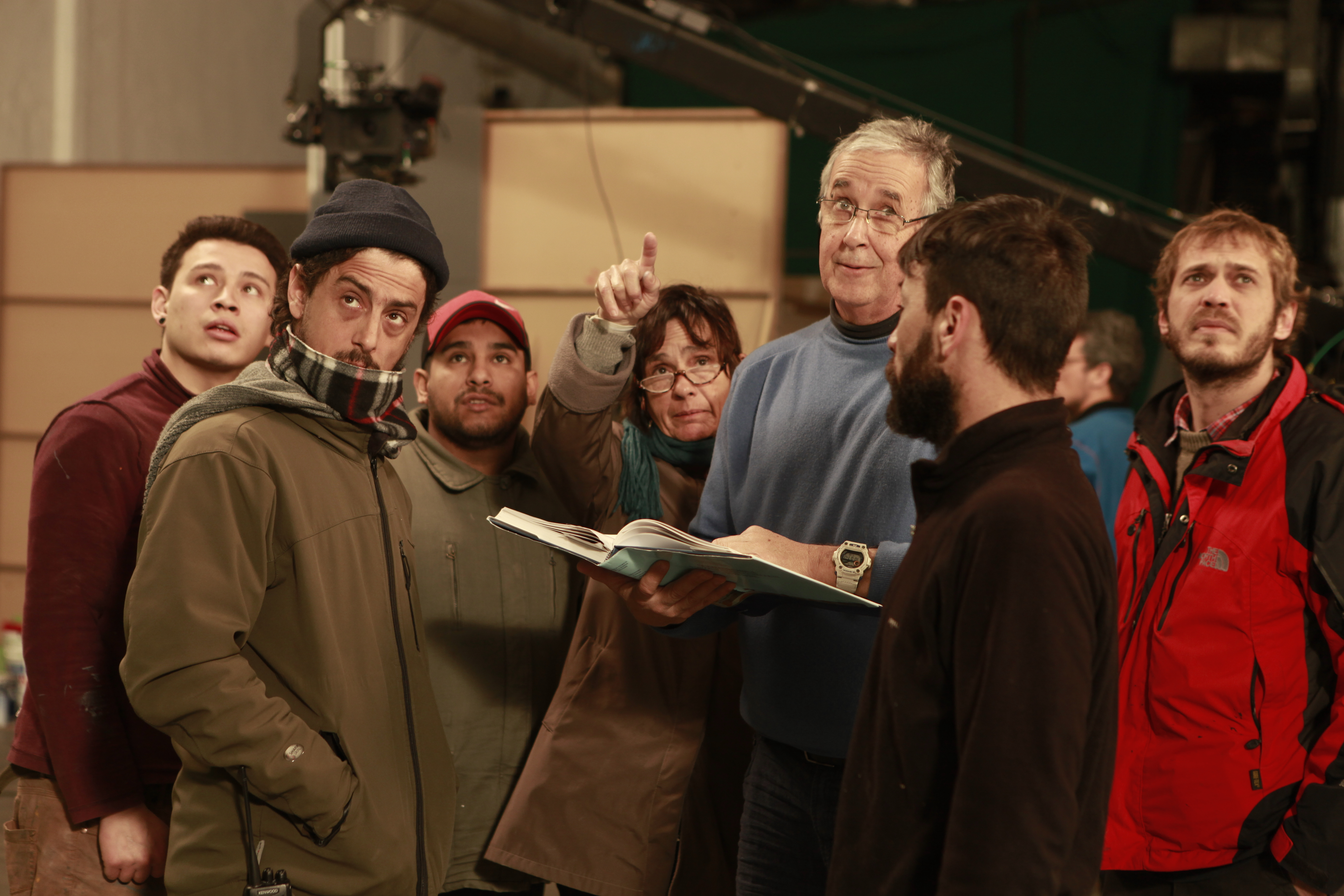
Dietro scena del film, 2017.

Il film ebbe il sostegno del Instituto Nacional de Cine y Artes Audiovisuales e ottenne finanziamenti attraverso una campagna di crowdfunding. La marina militare argentina (Armada Argentina) mise a disposizione attrezzature nautiche che aiutarono a costruire la copia del sommergibile. Preve si è riferito alla sua opera con le seguenti parole:

## Accoglienza
Tornando a casa fu accolto con recensioni positive dalla critica cinematografica. Adolfo Martinez del giornale La Nación affermò che "il film soggioga per le sue scene emotive e ricorda la tragedia occorsa nel nostro paese con il ARA San Juan." Laura Pacheco del sito Escribiendo Cine scrisse sul film: "Questa storia commuove sino alle lacrime per molte ragioni, ha del cuore e forse si sente e apprezza di più perché è presente in forma costante la voce dell'autore." Leonardo D'Esposito affermò nella sua recensione per la rivista Noticias: "Tornando a casa è una avventura umana raccontata con la precisione che richiede una buona storia, senza cadere in esagerazioni drammatiche e concentrandosi in ogni scena su quello che è veramente importante." Juan Pablo Cinelli del giornale Pagina/12 ha lodato il lavoro di Ricardo Preve, affermando che "il regista riesce a trasmettere la passione avventuriera che sembra averlo spinto a portare avanti questo progetto." Pablo Arahuete della pagina specializzata Cinefraks affermò che "la presentazione di testimoni e racconti molto arricchenti aggiungono un ulteriore valore a un lavoro molto attento e rigoroso."

## Nella cultura popolare
Nel Giugno 2021, nell'edizione numero 2.309 della rivista di fumetti italiana Skorpio, si pubblicò una storia intitolata "I 44" tratta dal documentario e disegnata da Oscar "Oski" Yanez, disegnatore grafico argentino, che fu l'artista responsabile della produzione degli storyboards per Tornando A Casa. Il fumetto fa il paragone tra la storia del sommergibile italiano Macallè e quella del sommergibile argentino A.R.A. San Juan, naufragato nel 2017.

## Premi e riconoscimenti
- 2018 - Festival di Cinema Latino di Punta del Este - Miglior documentario e premio alla carriera
- 2018 - Latitude Film Awards, Londra - Premio di bronzo - Miglior lungometraggio documentario e premio di bronzo miglior musica
- 2019 - Accolade Global Film Competition, California - Miglior lungometraggio documentario, fotografia, creatività e originalità, concetto e musica
- 2019 - Los Angeles Motion Picture Festival, California - Miglior regista di documentario e miglior documentario internazionale
- 2019 - South European International Film Festival, Valencia - Miglior film educativo e scientifico e candidato per miglior lungometraggio documentario, miglior fotografia in un documentario, migliori effetti speciali o disegno e miglior musica originale
- 2019 - London International Motion Picture Awards, Londra - Candidato per miglior lungometraggio documentario
- 2019 - Dumbo Film Festival, New York - Candidato per miglior lungometraggio documentario
- 2019 - Festival Internazionale di Cinema di Madrid - Candidato per miglior regista di lungometraggio documentario e miglior lungometraggio
- 2020 - VI Sudan Independent Film Festival, Khartoum - Selezione ufficiale lungometraggio documentario
- 2020 - Impact Docs Awards, California - Premio al merito lungometraggio documentario
- 2020 - Puglia International Film Festival, Polignano a Mare - Miglior lungometraggio documentario